# Emil Gerlach
Emil Johannes Gerlach (* 14. Juli 1902 in Heilbronn; † 28. August 1979 in Obersulm) war ein deutscher Schriftsetzer, Kaufmann und Politiker (SPD). Er gehörte 1933 dem Landtag des freien Volksstaates Württemberg an.

## Leben
Emil Gerlach war Sohn eines Bürodieners. Nach dem Besuch der Volksschule in Heilbronn machte er eine Lehre zum Schriftsetzer und arbeitete anschließend in diesem Beruf. 1920 trat er in die Gewerkschaft ein und wurde vor 1933 Vorsitzender der Heilbronner Buchdrucker-Jugend, des Erwerbslosenausschusses und des gewerkschaftlichen Jugendkartells. Er bildete sich an der Bundesschule des Allgemeinen Deutschen Gewerkschaftsbundes sowie den Heimvolkshochschulen in Habertshof (Elm) und Comburg fort. 1925 trat er in die SPD und in die Arbeiterwohlfahrt ein.
Eine Kandidatur Gerlachs für den Heilbronner Gemeinderat blieb 1931 noch erfolglos, auch eine Landtagskandidatur 1932 führte nicht zum Erfolg. Dem 5. Landtag, der nicht gewählt, sondern auf Grundlage des Ergebnisses der Reichstagswahl vom 5. März 1933 gebildet wurde und nur ein einziges Mal zusammentrat, gehörte Gerlach schließlich aufgrund seines 5. Platzes auf der SPD-Landesliste an. In der Zeit des Nationalsozialismus verlor Gerlach seine Beschäftigung und fand ein Auskommen in kaufmännischen Tätigkeiten, die auch die Aufrechterhaltung des Kontaktes zu den SPD-Parteifreunden ermöglichten.
Nach Ende des Zweiten Weltkriegs war Gerlach selbstständiger Kaufmann in Heilbronn, 1945 bis 1949 Leiter des städtischen Wohlfahrtsamtes und ab 1949 Mitglied der Redaktion des Neckar-Echos. Die wieder zugelassene Heilbronner SPD führte Gerlach 1946 bis 1948 als Vorsitzender des Heilbronner Ortsvereins sowie Stadtkreisvorsitzender. Seine Kandidatur für den ersten Landtag von Württemberg-Baden 1946 blieb erfolglos. Bei der Wahl zum Heilbronner Gemeinderat im selben Jahr wurde Gerlach gewählt, konnte das Mandat aber als Mitglied der Stadtverwaltung nicht annehmen. Ab 1951 gehörte er dann bis 1975 dem Heilbronner Gemeinderat an.
1945 bis 1969 war er Vorsitzender der Heilbronner Arbeiterwohlfahrt und leitete ab Beginn der 1950er-Jahre bis 1970 die Jugendfreizeiten im Waldheim der Heilbronner Arbeiterwohlfahrt beim Jägerhaus. 1947 bis 1964 war Gerlach zudem Vorsitzender der Liga der freien Wohlfahrtspflege.
Gerlach war evangelischer Konfession und verheiratet. Aus einer 1933 geschiedenen Ehe stammt eine 1929 geborene Tochter.